# 千葉県道9号船橋松戸線

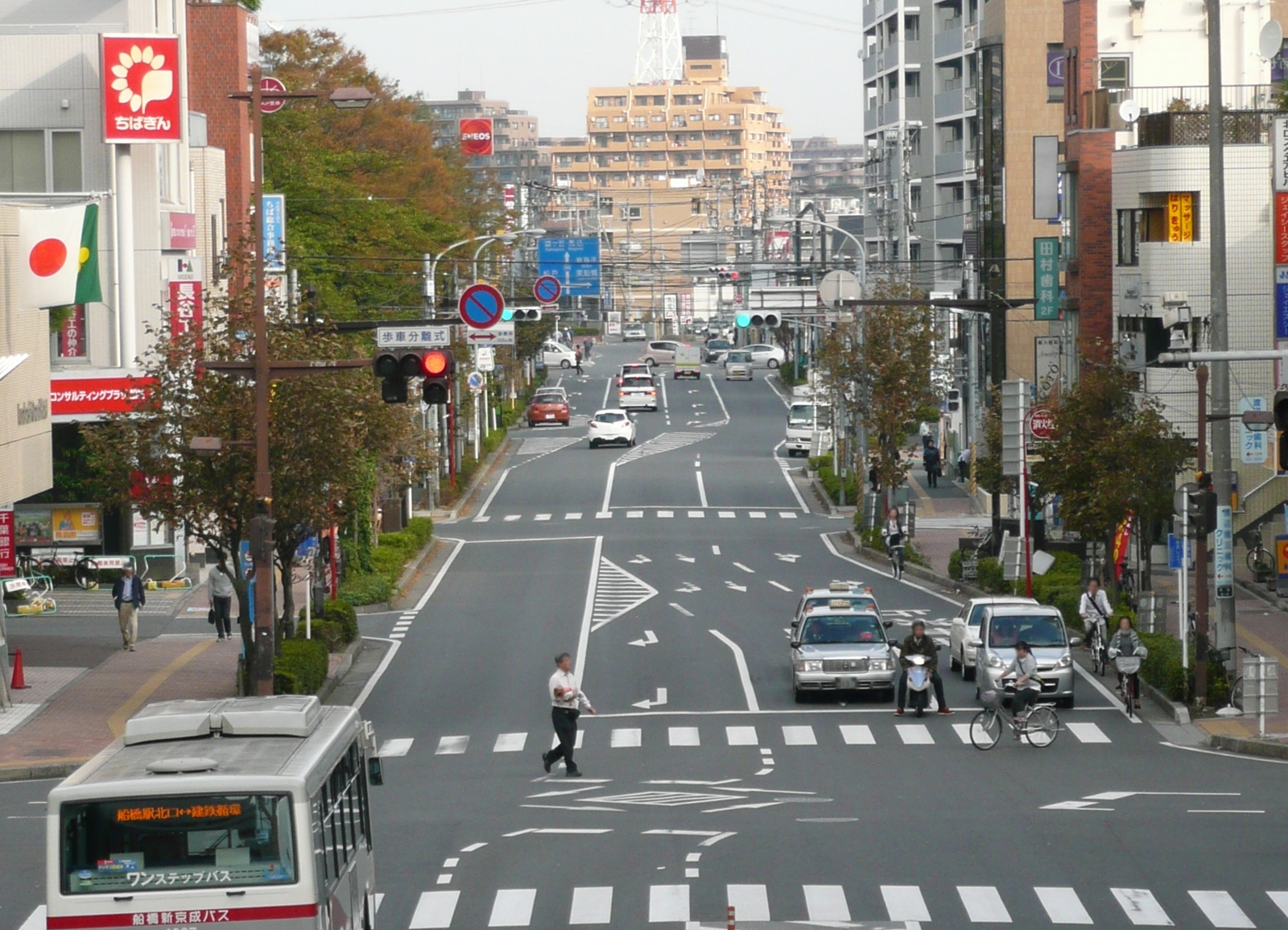
千葉県道9号（船橋駅北口付近、2011年10月）

千葉県道9号船橋松戸線（ちばけんどう9ごうふなばしまつどせん）は、千葉県船橋市と松戸市を結ぶ主要地方道（千葉県道）である。

## 概要
船橋市のJR船橋駅北口から千葉県北西部の松戸市に向かって北進し、途中で千葉県道59号市川印西線（木下街道）などの東西に走る幹線道路と連絡する。道路は、ほぼJR武蔵野線と並行するルートをたどる。終点となる松戸市高塚新田では、他の国道や県道に接続していない。

### 路線データ
- 総延長：8.821km
- 起点：船橋市本町 JR船橋駅北口
- 終点：松戸市高塚新田
- 総延長：*.* km（葛南土木事務所管内：*.* km、東葛飾土木事務所管内：*.* km）
- 重用延長：*.* km（葛南土木事務所管内：*.* km、東葛飾土木事務所管内：*.* km）
- 実延長：8.821 km（葛南土木事務所管内：8.692 km[1]、東葛飾土木事務所管内：0.129 km[2]）
- 認定年月日：1955年（昭和30年）3月4日
- 1954年（昭和29年）1月20日に主要地方道指定。
- Google マップ

## 路線状況

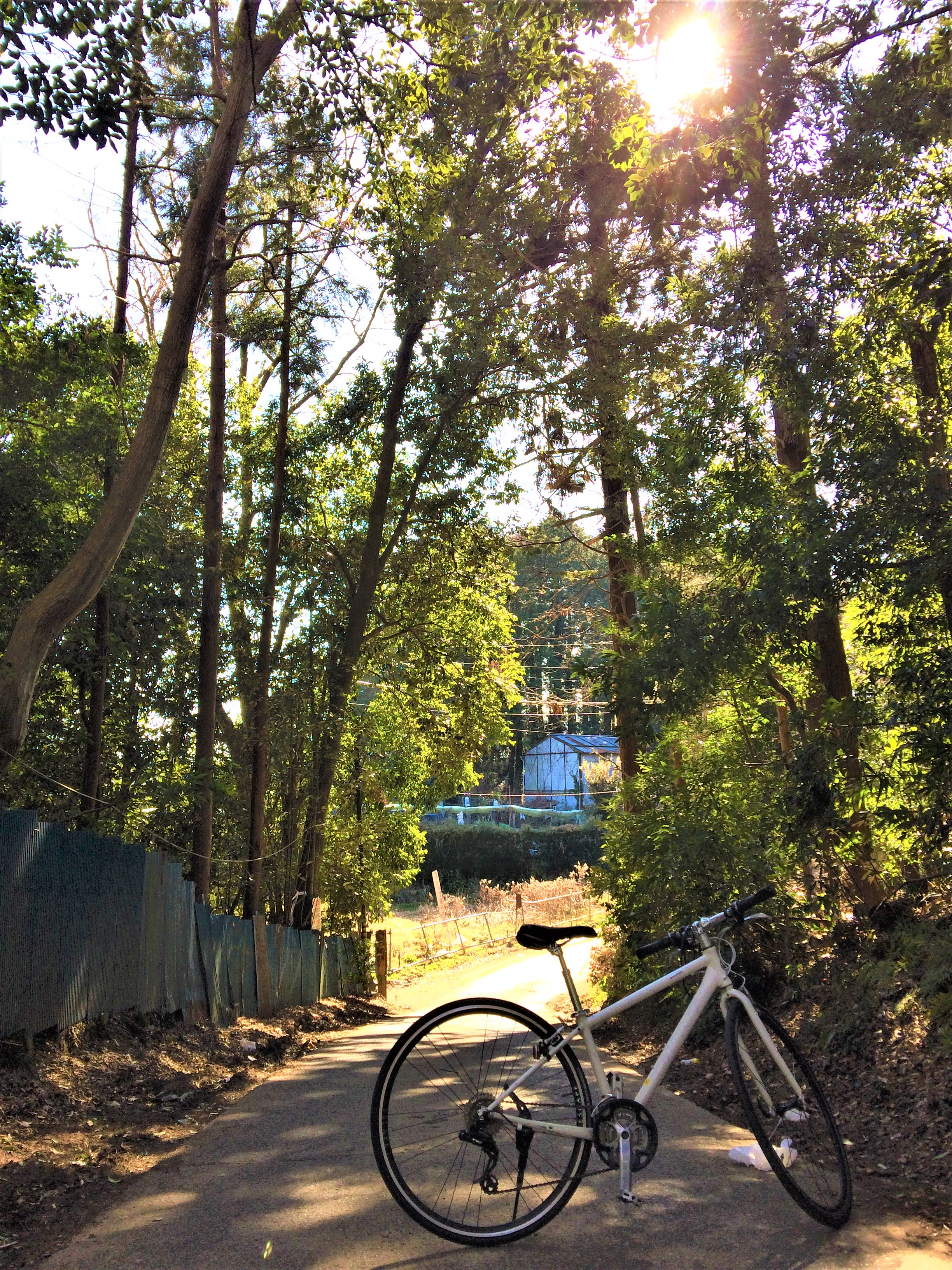
終点付近は「険道」状態（幅員2.73 m）

1993年の国道464号指定以前は国道6号松戸隧道交差点が終点であったが、指定後に現在の区間へ短縮された。
かつては東武野田線（東武アーバンパークライン）新船橋駅 - 塚田駅付近を並行して、途中に大型車通行不可の狭い道路がある区間が指定されていたが、現在のルート指定変更後は市道になっている。
市川大野駅付近から終点までの末端部は狭隘区間となっており、北千葉道路に連絡するバイパス道路が計画されている。

### 重複区間
- 千葉県道59号市川印西線（上山町 - 上山町・柏井町）

## 地理
船橋駅前を起点として西へ進んだ後、ほぼ武蔵野線に並行して北上するルートとなっている。

### 通過する自治体
- 千葉県
  - 船橋市 - 市川市 - 松戸市

### 交差する道路
- 千葉県道288号夏見小室線（船橋市本町・北本町・夏見 船橋駅北口十字路交差点）
- 千葉県道59号市川印西線〈木下街道〉（船橋市上山町）
- 千葉県道59号市川印西線（船橋市上山町・市川市柏井町）

なお、以下の道路が終点の至近を通るが直接接続はしていない。
- 国道464号
- 千葉県道51号市川柏線・千葉県道264号高塚新田市川線

### 周辺の施設
- 船橋駅北口（船橋市本町）
- 東葉高速鉄道東葉高速線（船橋市本町・北本町） - 道路の地下を通過。
- 東武野田線（船橋市海神） - 立体交差
- 東葉高速鉄道東葉高速線 東海神駅
- 船橋市立海神中学校
- 船橋市立行田東小学校
- 船橋市立行田西小学校
- 行田公園
- 船橋市立行田中学校
- 船橋市立法典西小学校
- 姥山貝塚公園
- 市川市立柏井小学校
- 市川市立第五中学校
- 武蔵野線（市川市大野町） - 立体交差で2度交差する。
- 武蔵野線 市川大野駅